# Play On
Play On é o terceiro álbum de estúdio da cantora country norte-americana Carrie Underwood, lançado nos Estados Unidos em 3 de Novembro de 2009.
Estreou em #1 na Billboard 200 e em #1 na Billboard Hot Country Albums, vendendo mais de 318.000 cópias na primeira semana. Até agora, vendeu 2.168.000 cópias só nos Estados Unidos, onde foi certificado 2x Platina, e 2,4 milhões mundialmente.
O primeiro single "Cowboy Casanova" foi lançado em 3 de Setembro de 2009, originalmente planeado para ser lançado em 14 de Setembro, mas foi liberado mais cedo devido a uma demonstração da música que foi vazada na Internet em 2 de setembro de 2009. A música chegou a #1 na Billboard Hot Country Songs e a #11 na Billboard 100.
"Temporary Home", segundo single do álbum, lançado em dezembro de 2009, chegou a #1 na Billboard Hot Country Songs.
O terceiro single, "Undo It", lançado em  maio de 2010, também chegou ao topo da Billboard Hot Country Songs.
"Mama's Song", quarto single, foi lançado em setembro e alcançou o 2º lugar na Hot Country Songs, em Janeiro de 2011.

## Faixas
| N.º | Título                                   | Compositor(es)                                           | Duração |  |
| 1.  | "Cowboy Casanova"                        | Carrie Underwood, Mike Elizondo, Brett James             | 3:56    |  |
| 2.  | "Quitter"                                | Max Martin, Shellback, Savan Kotecha                     | 3:40    |  |
| 3.  | "Mama's Song"                            | Underwood, Kara DioGuardi, Marti Frederiksen, Luke Laird | 4:00    |  |
| 4.  | "Change"                                 | Katrina Elam, Josh Kear, Chris Tompkins                  | 3:12    |  |
| 5.  | "Undo It"                                | Underwood, DioGuardi, Frederiksen, Laird                 | 2:57    |  |
| 6.  | "Someday When I Stop Loving You"         | Hillary Lindsey, Steve McEwan, Gordie Sampson            | 4:02    |  |
| 7.  | "Songs Like This"                        | Marty Dodson, Jerry Flowers, Tom Shapiro                 | 2:37    |  |
| 8.  | "Temporary Home"                         | Underwood, Laird, Zac Maloy                              | 4:28    |  |
| 9.  | "This Time"                              | Lindsey, McEwan, Sampson                                 | 3:51    |  |
| 10. | "Look At Me"                             | Jim Collins, Paul Overstreet                             | 3:15    |  |
| 11. | "Unapologize"                            | Underwood, Lindsey, Raine Maida, Chantal Kreviazuk       | 4:36    |  |
| 12. | "What Can I Say? [feat. Sons Of Sylvia]" | Underwood, David Hodges, McEwan                          | 3:57    |  |
| 13. | "Play On"                                | Underwood, Natalie Hemby, Laird                          | 3:41    |  |

| Deluxe Edition (Austrália/ Nova Zelândia) |                               |                                        |         |  |
| N.º                                       | Título                        | Compositor(es)                         | Duração |  |
| 14.                                       | "Don't Forget To Remember Me" | Morgane Hayes, Kelley Lovelace, Gorley | 4:00    |  |
| 15.                                       | "Jesus, Take The Wheel"       | Brett James, Lindsey, Sampson          | 3:46    |  |
| 16.                                       | "Before He Cheats"            | Chris Tompkins, Josh Kear              | 3:19    |  |
| 17.                                       | "So Small"                    | Underwood, Luke Laird, Lindsey         | 3:45    |  |
| 18.                                       | "Just A Dream"                | Steve McEwan, Lindsey, Sampson         | 4:44    |  |
| 19.                                       | "Last Name"                   | Underwood, Luke Laird, Lindsey         | 4:01    |  |
| 20.                                       | "Home Sweet Home"             | Nikki Sixx, Vince Neil, Tommy Lee      | 3:38    |  |

## Prêmios Ganhos
| Prêmio                       | Categoria              |
| ---------------------------- | ---------------------- |
| American Country Awards 2010 | Album of the Year      |
| American Music Awards 2010   | Favorite Country Album |

## Desempenho nas tabelas musicais

### Posições
| Tabela (2009 - 2011)                 | Melhor Posição |
| ------------------------------------ | -------------- |
| Australian ARIA Albums Chart         | 14             |
| Australian ARIA Country Albums Chart | 1              |
| Canadian Albums Chart                | 2              |
| Canadian Country Albums Chart        | 1              |
| Irish Albums Chart                   | 91             |
| Japan Oricon Albums Chart            | 114            |
| UK Albums Chart                      | 93             |
| UK Country Artist Albums Chart       | 2              |
| US Billboard 200                     | 1              |
| US Billboard Top Country Albums      | 1              |

### Singles
Carrie performou o primeiro single do álbum, "Cowboy Casanova", no American Music Awards 2009 e no CMA Awards 2009. "Temporary Home", segundo single, Underwood performou no ACM Awards 2010, onde foi aplaudida de pé pela plateia. Ela performou o terceiro single, "Undo It", na final do American Idol 2010, no CMT Awards 2010 e no ACM Awards 2011, em parceria com Steven Tyler, vocalista do Aerosmith, com quem, em seguida, cantou "Walk This Way", sucesso da banda. "Mama's Song", quarto single, Carrie performou no CMA Awards 2010, onde, na abertura da premiação, também performou "Songs Like This" em parceria com os cantores Keith Urban e Brad Paisley.
| Ano  | Single            | Billboard Hot Country Songs | Billboard Hot 100 Songs | Canadian Singles Chart | United World Chart |
| ---- | ----------------- | --------------------------- | ----------------------- | ---------------------- | ------------------ |
| 2009 | "Cowboy Casanova" | 1                           | 11                      | 16                     | 20                 |
| 2010 | "Temporary Home"  | 1                           | 41                      | 65                     | -                  |
| 2010 | "Undo It"         | 1                           | 23                      | 43                     | -                  |
| 2011 | "Mama's Song"     | 2                           | 56                      | 68                     | -                  |

## Desempenho nas tabelas musicais

### Posições e Certificações
| Tabelas musicais (2007)     | Melhor posição | Certificados | Vendas    |
| --------------------------- | -------------- | ------------ | --------- |
| Canada Albums Chart         | 1              | Platina      | 80.000+   |
| United States Billboard 200 | 1              | 2× Platina   | 2.168.000 |
| Australia ARIA Charts       | 14             | Ouro         | 35.000+   |